# Cambefortantus helenae
Cambefortantus helenae là một loài bọ cánh cứng trong họ Bọ hung (Scarabaeidae).